# Bandamanna saga
Bandamanna saga (Saga o sprzymierzonych) – średniowieczna islandzka saga w satyryczny sposób opisująca historię batalii sądowych Odda i Uspaka.
Saga została napisana prawdopodobnie w połowie XIII wieku przez nieznanego autora. Jej historia jest fikcyjna, jednak główni bohaterowie są wzorowani na prawdziwych postaciach. Jest to też jedyna saga, która ma formę satyryczną, a cała jej historia rozgrywa się już po przyjęciu chrześcijaństwa przez Islandię.
Saga występuje w dwóch wersjach. Jedna pochodzi z manuskryptu Möðruvallabók z około 1340 roku, a druga z Konungsbók z XV wieku. Młodsza wersja jest nieco skrócona, ale obie powstały przypuszczalnie na podstawie tradycji ustnej.

## Streszczenie
Akcja sagi rozgrywa się w latach 1050-1055. Niejaki Odd chce się wyprowadzić z domu, by zostać rybakiem. Jednakże z niewielką pomocą ojca Ufeiga zdobywa bogactwo jako handlarz. Pewnego dnia Uspak, syn Gluma i jednocześnie siostrzeniec Grettira, prosi go, by pozwolił mu u siebie zamieszkać, w zamian za pomoc w gospodarstwie. Odd znając jego trudny charakter, mimo wszystko ulega mu i przyjmuje pod swój dach. Ich wzajemne relacje układają się dobrze do czasu, gdy Odd musi się udać w podróż handlową. Namawia, więc Uspaka, żeby został zarządcą jego majątku oraz księdzem na czas jego nieobecności. Ten niechętnie się na to zgadza, ale gdy tylko Odd wyjeżdża, zaczyna zalecać się do zamożnej kobiety o imieniu Swala. Przeprowadza się także do niej, a po powrocie Odda porzuca stan kapłański.  
Niedługo potem z gospodarstwa Odda zaczynają znikać zwierzęta. Mieszkający z nim rzemieślnik Vali obiecuje dowiedzieć się, czy stoi za tym Uspak jak podejrzewa Odd. Zostaje jednak zabity, więc Odd usiłuje wytoczyć Uspakowi proces sądowy, jednak z powodu błędów prawnych zostaje on oddalony. Wówczas jego ojciec Ufeig przekupuje sędziów, którzy uznają Uspaka za winnego. 
Jednakże Thorarin – ojciec żony Uspaka i jego przyjaciel Styrmir podejrzewając, że doszło do przekupstwa wraz z sześcioma innymi osobami zawiązują pakt przeciwko Oddowi i podają go do sądu. Mają nadzieję, że w ten sposób przejmą jego majątek.
Podczas procesu Ufeig zręcznymi manipulacjami i pochlebstwami przeciąga na swoją stronę dwójkę konspiratorów – Gellira i Egila. Gellirowi obiecuje także, że Odd ożeni się z jego córką. Następnie przekonuje sędziego, żeby o winie jego syna i karze zdecydowali dwaj wybrani przez niego oskarżyciele. Wybiera Gellira i Egila, którzy wprawdzie uznają Odda za winnego, ale jednocześnie wnoszą o bardzo łagodną karę. W ten sposób nie wyłamują się z paktu zawartego z innymi oskarżycielami, a Odd nie zostaje poddany surowej karze.